# سمنة وايت
سمنة وايت (الاسم العلمي: Zoothera  dauma) (بالإنجليزية: Scaly  Thrush)‏ هو طائر ينتمي إلى (فصيلة: Turdidae).